# Xiyangjiang (köpinghuvudort i Kina, Hunan Sheng, lat 27,19, long 110,83)
Xiyangjiang (kinesiska: 西洋江, 西洋江镇, 新潮) är en köpinghuvudort i Kina. Den ligger i provinsen Hunan, i den södra delen av landet, omkring 240 kilometer sydväst om provinshuvudstaden Changsha. Antalet invånare är 37 292. Befolkningen består av 17 637 kvinnor och 19 655 män. Barn under 15 år utgör 24,0 %, vuxna 15-64 år 65 %, och äldre över 65 år 9,0 %.
Runt Xiyangjiang är det tätbefolkat, med 356 invånare per kvadratkilometer. Närmaste större samhälle är Sangesi, 18,5 km sydost om Xiyangjiang. I omgivningarna runt Xiyangjiang växer i huvudsak blandskog.
Genomsnittlig årsnederbörd är 1 796 millimeter. Den regnigaste månaden är juni, med i genomsnitt 269 mm nederbörd, och den torraste är december, med 62 mm nederbörd.